# Библиотека Наг Хамади
Библиотека Наг Хамади је збирка религијских (углавном гностичких) списа пронађених у месту Наг Хамади, у Горњем Египту, 1945. године. Сматра се да је збирка настала у 4. веку, а поједини текстови су много старији.
Списи се се међусобно разликују по ауторству, жанру, месту и времену настанка. Целокупан садржај кодекса је написан на коптском језику, иако су сви радови вероватно преводи са грчког. Готово нам ништа није познато о људима који су превели расправе на коптски, преписали их и закопали. Основна обележја збирке је „отуђење од човечанства у целини, уздизање идеалног поретка који потпуно надилази живот у смислу у којем га познајемо, као и начин живота који се коренито супротставља уобичајеној пракси“. Тај начин живота укључује одрицање од свих добара за којима људи обично жуде, и жудњу за коначним ослобођењем.
Вероватно најпознатије дело из Наг Хамадија је Јеванђеље по Томи. Збирка Наг Хамади значајна је и зато што је сачувала коптске преводе многих изгубљених грчких дела.

## Откриће
Године 1945. у пећинама Горњег Египта код места Наг Хамади пронађени су списи данас познати као „Библиотека Наг Хамади“. Иако су одмах изазвали велику пажњу стручне јавности, до првих превода с коптског језика на којем су написани, прошло је низ година. Текстови су непосредно по открићу разним илегалним каналима продавани на црно тржиште, а неки уништени, да би тек 1975. године преживели списи били обједињени у Коптском музеју у Каиру, чинећи збирку од преко 1000 рукописних страна.
Заминљиво је да се средиште Пахомијеве заједнице налазило само неколико километара од места на коме су списи пронађени. Базилика светог Пахомија се налазила 8,7 km од места на којем је пронађена библиотека Наг Хамади, а манастир у Хенобоскиону (гр: Χηνοβόσκιον), где је Пахомије започео свој пустињачки живот, само и 5,3 km од Наг Хамадија.
Скривање у посуду и закопавање књижнице Наг Хамади је можда претходило приближавању представника римских власти, које су тада постале правоверно хришћанске.

### Списак дела
| Редослед трактата | Број кодекса    | Број трактатс у кодексу                                       | Наслов трактата                                       | Странице     | Абревијација | Белешка |
| ----------------- | --------------- | ------------------------------------------------------------- | ----------------------------------------------------- | ------------ | --- | --- |
| 01                | (Јунгов кодекс) | 1                                                             | Молитва апостола Павла                                | (2)          | | Текст је преписан на форзацу, два реда су изгубљена, наслов на грчком. |
| 02                | (Јунгов кодекс) | 2                                                             | Јаковљев апокриф (познат и као Тајна књига Јаковљева) | 1–16         | | Наслов се заснива на садржају текста, који има облик Јаковљеве посланице адресату, чије име се не помиње. Велики део текста је Исусов дијалог са неименованим апостолима, комбинујући облик апокалипсе и проповеди. |
| 03                | (Јунгов кодекс) | 3                                                             | Јеванђеље Истине                                      | 16–43        | | Наслов је заснован на уводним речима текста. Није повезан са новозаветним еванђељима, представља размишљање о спаситељској активности Христа, чији је аутор настојао да разјасни суштину Јеванђеља.                 |
| 04                | (Јунгов кодекс) | 4                                                             | Расправа о васкрсењу                                  | 43–50        | | Трактат у облику писма учитеља ученику, одређене области у којој адресат расправља о васкрсењу Исуса Христа. |
| 05                | (Јунгов кодекс) | 5                                                             | Троделни трактат                                      | 51–140       | | Назив који су дали проучаваоци библиотеке. У трактату се разматрају погледи валентинијанства на стварање света и космологију.                                                                                       |
| 06                |                 | 1                                                             | Јованов апокриф                                       | 1–32         | | Проширена верзија, прва од три верзије у библиотеци Наг Хаммади. Текст је откривење у облику питања и одговора које је Исус дао апостолу Јовану.                                                                    |
| 07                | 2               | Јеванђеље по Томи                                             | 32–51                                                 |              | Збирка Исусових изрека, тајно предатих апостолима. Неке изреке су познате из канонских јеванђеља. Грчки папируси сличног садржаја, познати од почетка двадесетог века, су 1, , .                                                                          | |
| 08                | 3               | Јеванђеље по Филипу                                           | 51–86                                                 |              | Валентинијански текст, који представља збирку расуђивања. Као и претходни текст, не садржи сажет наратив. Збирка пространих и кратких размишљања о богословско-етичким темама.                                                                            | |
| 09                | 4               | Хипостаза архоната                                            | 86–97                                                 |              | Наслов је на крају текста. Текст је посвећен космологији и стварању човека са митолошке тачке гледишта. | |
| 10                | 5               | Трактат о пореклу света (без назива)                          | 97–127                                                |              | Назив које су дали проучаваоци библиотеке. У трактату се расправља о стварању универзума и космологији. | |
| 11                | 6               | Егзегеза душе                                                 | 127–137                                               |              | Трактат о грехопаду и васкрсењу људске душе, који представља тумачење књиге Постања 1-6. Једини коментар Светог Писма у библиотеци. | |
| 12                | 7               | Књига Томина                                                  | 138–145                                               |              | Назив је наведен на крају текста. Дијалог васкрслог Исуса са апостолом Томом о знању и истини, који је записао апостол Матеј. | |
| 13                |                 | 1                                                             | Јованов апокриф                                       | 1–40         | | Скраћена верзија. |
| 14                | 2               | Света књига Великог невидљивог Духа (Јеванђеље по Египћанима) | 40–69                                                 |              | Једно од два издања текста са насловом на крају. Дело започиње фразом „Света књига Великог невидљивог Духа”. Његово ауторство се приписује библијском Сету. Садрже космогоничке и сотериолошке теме.                                                      | |
| 15                | 3               | Блажени Евгеност                                              | 70–90                                                 |              | Једна од две верзије текста. Трактат о гностичком уређењу света у облику поруке учитеља (Евгеноста) ученицима. | |
| 16                | 4               | Софија Исуса Христа                                           | 90–119                                                |              | Откривење у облику питања и одговора које је васкрсли Христос дао својим апостолима. Секундарни текст у односу на претходни, Исусови говори дословно преносе Евгеностово размишљање. Ретки случај који јасно показује христијанизацију нехришћанског.     | |
| 17                | 5               | Дијалог Спаситеља                                             | 120–149                                               |              | Назив је дат на почетку и крају трактата. Садржај се састоји од Исусових разговора са апостолима и Маријом Магдалином о путу ка спасењу. | |
| 18                |                 | 1                                                             | Јованов апокриф                                       | 1–49         | | Друга проширена верзија. |
| 19                | 2               | Света књига Великог невидљивог Духа (Јеванђеље по Египћанима) | 50–81                                                 |              | Друга копија текста. | |
| 20                |                 | 1                                                             | Блажени Евгеност                                      | 1–17         | | Друга копија текста. |
| 21                | 2               | Апокалипса по Павлу                                           | 17–24                                                 |              | Текст је преузет из 2. Пос. Кор. 12:2-4 и говори о путовању апостола Павла и његовим визијама са четвртог неба на десето небо. | |
| 22                | 3               | Прво откривење по Јакову                                      | 24–44                                                 |              | Дијалог о тајном учењу које је Исус научио Јакова прво пре његове смрти, а затим након његовог васкрсења. | |
| 23                | 4               | Друго откривење по Јакову                                     | 44–63                                                 |              | Изворни наслов се поклапа са претходним текстом. Композиција је сложена: укључује Јаковљеве говоре Јеврејима о Исусовој величини и кулминира Јаковљевим мучеништвом.                                                                                      | |
| 24                | 5               | Откривење по Адаму                                            | 63–85                                                 |              | Откривење о Потопу и коначној судбини света, које је Адам добио од Бога и предао свом сину Сифу. | |
| 25                |                 | 1                                                             | Дела Петрова и дванаесторице апостола                 | 1–12         | | Једини текст „дела” у библиотеци. Прича (у име апостола Петра) о путовању апостола у одређени град и њиховом сусрету са Исусом, који је преузео облик трговца драгуљима по имену Литаргоел.                         |
| 26                | 2               | Гром: савршени ум                                             | 13–21                                                 |              | Текст који се не уклапа у жанрске дефиниције. То је самопрокламација женског (?) божанства, екстатично емитовање, попут пророчанства сивила, пре подређено законима поетског стваралаштва. Најближи аналог је литература премудрости и аретологија Изиде. | |
| 27                | 3               | Коначно учење (Коначни дискурс)                               | 23–35                                                 |              | Филозофски текст о судбини душе, њеном пореклу, паду и победи над материјалним светом као спасењу. По идеолошкој испуњености налази се између гностицизма и херметизма, не може се доделити конкретном жанру.                                             | |
| 28                | 4               | Појам наше велике моћи                                        | 36–48                                                 |              | Наслов на крају дела. Откривење о три еона: телесном, који се завршио поплавом, психичком, када се појавио Спаситељ, и будући, када долази мир. | |
| 29                | 5               | Делови: 588а-589б из Платоновог дела "Држава".                | 48–51                                                 |              | Текст о неправди у веома лошем преводу. | |
| 30                | 6               | Расправа о осмом и деветом                                    | 52–63                                                 |              | Назив које су дали проучаваоци библиотеке. Херметички дијалог у којем учитељ („отац”) Хермес Трисмегист води свог ученика („сина”) кроз „осмо” и „девето” краљевставо неба.                                                                               | |
| 31                | 7               | Молитва захвалности                                           | 63–65                                                 |              | Херметичка молитва, од раније позната и по грчкој и по латинској верзији. | |
| 32                | 8               | Асклепије 21-29                                               | 65–78                                                 |              | Дијалог Хермеса Трисмегиста са својим учеником Асклепијем. Поглавља 21-29 изгубљеног грчког херметичког трактата, познатог по пуном латинском преводу. | |
| 33                |                 | 1                                                             | Шемова парафраза                                      | 1–49         | | Назив се налази на почетку трактата. Откривење космолошких и сотериолошких тема које су добили (могуће, не библијско) од Дердекеаса, сина бесконачне светлости, током мистичног одвајања његовог ума од тела.       |
| 34                | 2               | Друга расправа великога Сита                                  | 49–70                                                 |              | Назив се налази на крају трактата. Откривење Исуса Христа (вероватно поистовећено са Сифом), где приповеда о свом силаску на земљу, смрти на крсту и повратку у Плерому.                                                                                  | |
| 35                | 3               | Гностичка апокалипса по Петру                                 | 70–84                                                 |              | Прича о визијама апостола Петра, чије им је значење Исус открио под условом да остану тајна. | |
| 36                | 4               | Силваново учење                                               | 84–118                                                |              | Једини текст у библиотеци који је несумњиво хришћанског порекла. Етички трактат у облику упутстава оца свом духовном сину. | |
| 37                | 5               | Три Ситове стеле                                              | 118–127                                               |              | Назив се налази на крају трактата. Композиција у облику химна вишим божанским ентитетима. Почиње називом „Откривење Досифеја”, али се то име не помиње нигде другде у тексту.                                                                             | |
| 38                |                 | 1                                                             | Зостријан                                             | 1–132        | | Наслов на крају расправе. Откривења која је Зостријан добио од анђела знања и извештај о следећем успону хероја по небеским царствима. То је најдужи текст у библиотеци и у веома лошем је стању.                   |
| 39                | 2               | Петрова посланица Филипу                                      | 132–140                                               |              | Наслов на почетку расправе. Од девет страница трактата, порука заузима само једну страницу. Остатак је део апокрифних дела апостола упућених васкрслом Исусу.                                                                                             | |
| 40                |                 | 1                                                             | Мелхиседек                                            | 1–27         | | Наслов на почетку расправе. Низ откривења о Исусу Христу које је библијски Мелхиседек примио од анђела. |
| 41                | 2               | Мисао Нореје                                                  | 27–29                                                 |              | Један од најкраћих текстова у библиотеци, са само 52 реда. Наслов се заснива на фрази на крају текста. Молитва коју је вероватно написала жена. | |
| 42                | 3               | Сведочанство истине                                           | 29–74                                                 |              | Назив које су дали проучаваоци библиотеке. Обраћање изабранима о суштини истине заједно са полемиком против црквеног хришћанства. | |
| 43                |                 | 1                                                             | Марсанес                                              | 1–68         | | Наслов је на крају текста. Визија пророка Марсана током његовог екстатичног успона на небо и суштине Бога. |
| 44                |                 | 1                                                             | Тумачење знања                                        | 1–21         | | Наслов на крају текста. Проповед хришћанског гностичког аутора о потреби моралног усавршавања. |
| 45                | 2               | Валентинско излагање                                          | 22–40                                                 |              | Пет фрагмената валентинског трактата о помазању (On Anoint), крштењу (On Bap. A & B) и евхаристији ( ). | |
| 46                | 3               | Алоген                                                        | 40–44                                                 |              | Наслов на крају расправе. Алогенова прича (под којом се може сматрати Сит) о Откривењу које је добио од анђела Јоила и о успону до небеских бића. | |
| 47                | 4               | Хипсифрон                                                     | 45–69                                                 |              | Наслов је на почетку текста који је врло лоше сачуван. Књига визија Хипсифрона. | |
| 48                |                 | 1                                                             | Секстове изреке                                       | 15–16, 27–34 | | Збирка мудрих изрека. |
| 49                | 2               | Јеванђеље Истине                                              |                                                       |              | Друга копија, од које је сачувано само неколико фрагмената, на другом дијалекту коптског језика. | |
| 50                | 3               | фрагменти                                                     |                                                       |              | A total of 10 pages with fragments of 15 texts have survived from the volume, of which only 2 texts have been identified. | |
| 51                |                 | 1                                                             | Триморфна протеноја                                   | 35–50        | | "Три облика прве мисли." Трактат, у многом сличан Јовановом апокрифу. |
| 52                | 2               | О пореклу света                                               |                                                       |              | Десет уводних редова у тексту. | |
|                   |                 | фрагменти                                                     |                                                       |              | Том садржи укупно 16 високо фрагментираних страница. Идентификована су два текста. | |

## Галерија
- Јеванђеље по Томи
- Јованов апокриф
- Дијалог Спаситеља